# كسرة شيخ الجمعة (الرقة)
كسرة شيخ الجمعة قرية سورية تتبع ناحية مركز الرقة في منطقة مركز الرقة في محافظة الرقة. بلغ عدد سكانها 2956 نسمة في عام 2004 حسب إحصاء المكتب المركزي للإحصاء.